# اتحاد كشافة إسبانيا
اتحاد كشافة إسبانيا وهو اتحاد يضم العديد من المنظمات وتأسست الحركة الكشفية في إسبانيا في عام 1912 وكانت من بين الأعضاء المؤسسين للمنظمة العالمية للحركة الكشفية عام 1922.

## روابط خارجية
- اتحاد كشافة إسبانيا